# Alba Rico
Alba Rico Navarro (* 26. Februar 1989 in Elda, Alicante) ist eine spanische Schauspielerin, Tänzerin, Model, YouTuberin und Sängerin. Bekannt wurde sie durch die Rolle der Natalia „Naty“ Vidal in der Disney-Channel-Serie Violetta.

## Leben
Alba wurde im Februar 1989 in Elda, eine Stadt in der Provinz Alicante, geboren und wuchs mit ihrem älteren Bruder Ramon bei ihren Eltern auf. Ihre Schauspielkarriere begann sie im Alter von 14 Jahren. Für verschiedene Theaterstücke war sie als Autorin tätig und war in einigen auch als Hauptdarstellerin zu sehen. Für das Stück La gasolinera wurde sie 2010 als beste Darstellerin auf dem Alegría (Vitoria) Festival ausgezeichnet. Später machte sie ihren Abschluss in Bachelor of Dramatic Art an der ESAD in Murcia.
Sie machte sich einen Namen als Theaterschauspielerin und erhielt dadurch das Angebot in der argentinischen Jugend-Telenovela Violetta eine Hauptrolle zu übernehmen. Sie nahm es an und war von 2012 bis 2015 als Natalia "Naty" Vidal in der Serie zu sehen, durch die sie in vielen Ländern Bekanntheit erlangte.

## Filmografie
- 2012–2015: Violetta (Fernsehserie)

## Diskografie
Soundtracks
- 2012: Violetta
- 2012: Cantar es lo que soy
- 2013: Hoy Somos más
- 2013: Violetta en vivo